# Данбар (Західна Вірджинія)
Данбар (англ. Dunbar) — місто (англ. city) в США, в окрузі Кенова штату Західна Вірджинія. Населення — 7480 осіб (2020).

## Географія
Данбар розташований за координатами 38°22′10″ пн. ш. 81°44′10″ зх. д. / 38.36944° пн. ш. 81.73611° зх. д. (38.369526, -81.736084).  За даними Бюро перепису населення США в 2010 році місто мало площу 7,27 км², з яких 7,26 км² — суходіл та 0,01 км² — водойми.

## Демографія
Згідно з переписом 2010 року, у місті мешкало 7907 осіб у 3795 домогосподарствах у складі 2000 родин. Густота населення становила 1088 осіб/км².  Було 4175 помешкань (574/км²).
Расовий склад населення:
| - 82,7 % — білих - 12,2 % — чорних або афроамериканців - 1,7 % — азіатів - 0,2 % — корінних американців |

До двох чи більше рас належало 2,7 %. Частка іспаномовних становила 1,0 % від усіх жителів.
За віковим діапазоном населення розподілялося таким чином: 18,4 % — особи молодші 18 років, 61,5 % — особи у віці 18—64 років, 20,1 % — особи у віці 65 років та старші. Медіана віку мешканця становила 43,2 року. На 100 осіб жіночої статі у місті припадало 84,3 чоловіків;  на 100 жінок у віці від 18 років та старших — 79,9 чоловіків також старших 18 років.
Середній дохід на одне домашнє господарство  становив 52 134 долари США (медіана — 41 287), а середній дохід на одну сім'ю — 60 429 доларів (медіана — 49 537). Медіана доходів становила 38 995 доларів для чоловіків та 32 137 доларів для жінок. За межею бідності перебувало 13,8 % осіб, у тому числі 30,4 % дітей у віці до 18 років та 2,6 % осіб у віці 65 років та старших.
Цивільне працевлаштоване населення становило 3639 осіб. Основні галузі зайнятості: освіта, охорона здоров'я та соціальна допомога — 27,5 %, роздрібна торгівля — 12,8 %, мистецтво, розваги та відпочинок — 12,0 %.